# 1923年のNFL
1923年のNFLは、NFLの4年目のシーズンである。

## 概要
各独立リーグから参加する形式でリーグが設立された経緯から、それまでは、各チームがリーグに確固たる形で所属しているとは言えない状態であったが、この年からすべてのチームがNFLの一部であるという形態でリーグが行われるようになった。前年の18チームから1チームが離脱し、3チームが加盟したので、20チームでリーグが行われた。
NFLチャンピオンには、11勝1分の成績を残したカントン・ブルドッグスが2年連続で輝いた。

## 順位表
| チーム                             | 勝 | 敗 | 分 | 率    |
| ---------------------------------- | -- | -- | -- | ----- |
| カントン・ブルドッグス             | 11 | 0  | 1  | 1.000 |
| シカゴ・ベアーズ                   | 9  | 2  | 1  | .818  |
| グリーンベイ・パッカーズ           | 7  | 2  | 1  | .778  |
| ミルウォーキー・バジャーズ         | 7  | 2  | 3  | .778  |
| クリーブランド・インディアンス     | 3  | 1  | 3  | .750  |
| シカゴ・カージナルス               | 8  | 4  | 0  | .667  |
| ダルース・ケリーズ                 | 4  | 3  | 0  | .571  |
| バッファロー・オールアメリカンズ   | 5  | 4  | 3  | .556  |
| コロンバス・タイガース             | 5  | 4  | 1  | .556  |
| ラシーン・リージョン               | 4  | 4  | 2  | .500  |
| トレド・マルーンズ                 | 3  | 3  | 2  | .500  |
| ロックアイランド・インデペンデンツ | 2  | 3  | 3  | .400  |
| ミネアポリス・マリーンズ           | 2  | 5  | 2  | .286  |
| セントルイス・オールスターズ       | 1  | 4  | 2  | .200  |
| ハモンド・プロズ                   | 1  | 5  | 1  | .167  |
| デイトン・トライアングルス         | 1  | 6  | 1  | .143  |
| アクロン・プロズ                   | 1  | 6  | 0  | .143  |
| ウーラン・インディアンス           | 1  | 10 | 0  | .091  |
| ルイビル・ブレックス               | 0  | 3  | 0  | .000  |
| ロチェスター・ジェファーソンズ     | 0  | 4  | 0  | .000  |